# Drapeau du Minnesota
Le drapeau du Minnesota (en anglais : Flag of Minnesota) est le drapeau officiel de l'État américain du Minnesota. Il comprend sur la partie droite un fond bleu clair évoquant les lacs et fleuves de l'État. La partie gauche du drapeau est composée d'un fond bleu foncé en forme de triangle reprenant de manière stylisée les frontières du Minnesota, avec en son centre l’Étoile du Nord, surnom et devise de l'État.
L'ancien drapeau est composé du sceau de l'État en son centre bordé d'une frange dorée, le tout sur fond bleu moyen. Le sceau est orné d'un contour de fleurs de l'État, le cypripède royal (Cypripedium Reginae). Trois dates sont intercalées dans le contour de fleurs : 1858, l'année de l'accession en tant que 32e État à l'union des États fédérés ; 1819, année de construction du fort Snelling ; et 1893, année de l'adoption du drapeau original. Dix-neuf étoiles sont disposées en cinq groupes équidistants autour du cercle doré entourant le sceau, de telle manière qu'ils forment les cinq branches d'une étoile. Le drapeau dans sa version actuelle est adopté en 1957, il est légèrement modifié en 1983.

Ancien drapeau du Minnesota remplacé en 2024.

L'ancien drapeau a fait l’objet de critiques croissantes. Aux frustrations de longue date suscitées par l'illisibilité, s'ajoutent les craintes que l'image représentée dans le sceau offre une vision négationniste des violences commises envers les Peuples autochtones lors de la colonisation européenne du Minnesota,.  Sur le sceau, la représentation d'un colon européen labourant son champ, son fusil posé contre une souche, tandis qu'à l'arrière-plan un Amérindien part à cheval vers le soleil couchant, est en effet interprété comme l'expulsion des Autochtones de leurs terres. En 2023, la législature d'État du Minnesota créée une commission chargée de recréer le drapeau et le sceau du Minnesota. La commission sélectionne un drapeau le 19 décembre 2023, voué à remplacer le drapeau actuel à compter du 11 mai 2024, à moins que le législateur choisisse de prendre des mesures supplémentaires.

## Histoire
Le premier drapeau de l'État du Minnesota est adopté en 1893, créé par Amelia Hyde Center de Minneapolis. Le drapeau était alors de couleur blanche sur son côté frontal et bleu clair sur sa face arrière. En son centre figurait le sceau de l'État, mais celui-ci était entouré d'orchidées d'un type différent. De plus, un ruban rouge ornait le bas du sceau, sous lequel était inscrit le nom de l'État. Les trois dates étaient de couleur or.
La devise en français « L'Étoile du Nord », présente en lettres capitales sur le drapeau depuis sa première version, rappelle le temps de la présence canadienne-française au Minnesota.

Drapeau du Minnesota de 1893 à 1957
Revers du drapeau du Minnesota de 1893 à 1975
Drapeau du Minnesota de 1957 à 1983
Drapeau du Minnesota de 1983 à 2024
Drapeau du Minnesota depuis 2024

## Critique et tentatives de modifications entre leXXeet leXXIesiècle

### Illisibilité du drapeau

Proposition d'un drapeau sans le sceau d’État, en 1957.

Le drapeau du Minnesota est critiqué depuis plusieurs décennies, les experts vexillologiques lui reprochant d'avoir une configuration immémoriale, impossible à distinguer de loin et similaire à de nombreux drapeaux d'États américains. En 2001, il est choisi comme l'un des dix pires drapeaux des États dans un sondage en ligne mené par l'Association nord-américaine de vexillologie, recevant une note de 3,13 sur une échelle de 1 à 10,. La même année, les journaux St. Paul Pioneer Press et Star Tribune organisent un concours non-officiel pour concevoir un nouveau drapeau d'État.

### Connotation raciste envers les Autochtones
Le symbolisme du sceau du drapeau a été critiqué pour offrir une vision raciste et négationniste de la colonisation du Minnesota par les Européens,. La représentation d'un Amérindien s'éloignant d'une terre cultivée par un homme blanc armé d'un fusil, est interprété comme la vision des Autochtones chassés de leurs terres,. Les nations tribales, y compris la communauté indienne d'Upper Sioux, n'utilisent pas le drapeau.
À de nombreuses reprises, sur plusieurs décennies, des projets de loi ont été présentés à l'Assemblée législative du Minnesota pour établir un groupe de travail législatif chargé d'étudier les modifications apportées au drapeau. En 1968, le Conseil des droits de l'homme du Minnesota exhorte l'État à modifier le sceau .

### Drapeau de l'Étoile du Nord

« North Star Flag », surnom du drapeau ayant gagné un concours non-officiel en 2001, initialement proposé en 1989.

« The North Star Flag », traduit par le drapeau de l'Étoile du Nord, se caractérise par un ciel bleu sur un champ vert séparé par une bande blanche ondulée. Une étoile jaune à cinq branches est présente en haut à gauche.
Cette proposition de drapeau est conçue en 1989 par Lee Herold et le révérend William Becker. La couleur verte représente les forêts, tandis que le blanc symbolise l’hiver et le bleu représente lui l’eau. Une étoile jaune en haut à gauche représente l'Étoile du Nord qui est également la devise de l'État en français. Lee Herold présente la proposition aux législateurs des États en 1989, soutenue par le représentant républicain Gil Gutknecht. Herold s'est opposé au drapeau officiel de l'État depuis sa création alors qu'il était au lycée. En 1995, il abandonne sa carrière de comptable et ouvre un magasin de drapeaux, Herold Flags, à Rochester.

### Commission de refonte du drapeau et du sceau en 2023
Le 22 mars 2022, deux membres démocrates de la Chambre des représentants du Minnesota, Mike Freiberg et Peter Fischer, présentent un projet de loi visant à redessiner le drapeau et le sceau de l'État. Fischer commence à soutenir une refonte du drapeau en 2017 après qu'un groupe d'étudiants du secondaire lui ait soulevé la question,. La loi définit des lignes directrices spécifiques pour la refonte, stipulant que les nouveaux modèles « doivent refléter avec précision et respect l'histoire commune, les ressources et les diverses communautés culturelles du Minnesota », et que les symboles représentant une seule communauté ou personne sont interdits. Il est proposé dans le cadre d'un projet de loi budgétaire de l'État et s'est heurté à l'opposition des représentants républicains qui le considéraient comme une faible priorité,.
En mai 2023, dans le cadre du budget annuel de l'État, la législature du Minnesota créé la Commission de refonte des emblèmes de l'État, chargée de proposer de nouveaux modèles pour le drapeau et le sceau du Minnesota. La législation stipule que, sauf législation contraire, le dessin du drapeau choisi sera adopté comme drapeau de l'État le 11 mai 2024. Le comité compte treize membres, dont des représentants du Conseil des affaires indiennes, du Conseil des Minnesotans du patrimoine africain, du Conseil du Minnesota sur les affaires latino-américaines et du Conseil des Minnesotans d'Asie-Pacifique, ainsi que trois membres du grand public nommés par le gouverneur Tim Walz. Le comité a tenu sa première réunion le 5 septembre.
En octobre de la même année, le comité reçoit les suggestions du public: au total, 2 123 soumissions de drapeaux et 398 de sceaux sont réceptionnées. Les thèmes communs comprenaient le huard qui est l'oiseau d'État, les lacs et les rivières ainsi que l'étoile du Nord. Des entrées plus anecdotiques comprenaient une photographie d'un chien, des dessins de singes psychédéliques et une proposition représentant un huard tirant des lasers depuis ses yeux, similaire au drapeau du kiwi au laser proposé lors des récents référendums sur le drapeau néo-zélandais,.
Le 21 novembre 2023, la commission s'est réunie dans le Sénat du Minnesota pour examiner les sélections. Après avoir initialement prévu de sélectionner cinq modèles de drapeaux, le groupe a finalement sélectionné six finalistes. Toutes les sélections comportent une étoile ainsi que les couleurs bleue et blanche, aucun ne comportant le huard, qui, selon le comité, ne représentait qu'une partie du Minnesota. Lee Herold assiste à l'audience, mais sa proposition du « North Star Flag » n'est pas sélectionnée comme proposition finaliste. Le 13 décembre 2023, le nombre de drapeaux s'est réduit à trois: les propositions F2100, F944 et F1953.

Proposition F1154 non-retenue le 13 décembre 2023.
Proposition F29 non-retenue le 13 décembre 2023.
Proposition F1435 non-retenue le 13 décembre 2023.
Proposition F2100 non-retenue le 15 décembre 2023.
Proposition F944 non-retenue le 15 décembre 2023.

Le 15 décembre 2023, la commission valide que le drapeau final serait une variante du F1953, éliminant ainsi les propositions F2100 et F944. Le drapeau vainqueur comprend sur la partie droite un tricolore dont la bande blanche symbolise l'hiver et la neige, la bande verte représentant l'agriculture tandis que la bande bleue claire évoque les lacs et fleuves de l'État. La partie gauche du drapeau est composée d'un fond bleu foncé en forme de triangle reprenant de manière stylisée les frontières du Minnesota, avec en son centre l’Étoile du Nord blanche.
La commission finalise le design le mardi 19 décembre 2023 en supprimant le tricolore de droite pour le remplacer par un fond bleu clair et en modifiant la forme de l'étoile, simplifiée en ne gardant qu'une seule taille de branches,,. À moins que le législateur ne décide de prendre des mesures supplémentaires, le nouveau drapeau devrait commencer à flotter le 11 mai 2024 . Ted Kay de l'Association nord-américaine de vexillologie qualifie le nouveau design d'"exceptionnel" et indique qu'il avait sa place dans le top 10 des drapeaux des États américains.

Proposition F1953 réalisée par Andrew Prekker, retenue le 15 décembre avant modifications.
Drapeau sélectionné le 19 décembre 2023, soumis à la législature du Minnesota.